# Sten Rudberg (geograf)
Sten Rudberg, född 13 september 1917 i Uppsala, död 22 oktober 1996 i Älvsborgs församling, Göteborg, var en svensk geograf. Han var son till Gunnar Rudberg.
Efter studentexamen 1936 blev Rudberg filosofie magister 1941 och filosofie doktor i Uppsala 1954 på avhandlingen Västerbottens berggrundsmorfologi. Ett försök till rekonstruktion av preglaciala erosionsgenerationer i Sverige. Han var periodvis extra geolog vid Sveriges geologiska undersökning (SGU) 1944–1947, assistent 1946–1947 och biträdande lärare vid Uppsala universitet 1947–1954, docent 1954–1958 och tillförordnad professor i naturgeografi där 1958, blev professor i geografi vid Göteborgs universitet 1958, i geografi särskilt naturgeografi där 1961–1984.
Rudberg invaldes som ledamot av Vetenskaps- och vitterhetssamhället i Göteborg 1959 och deltog i vetenskaplig expedition till Kanada 1961. Han författade även skrifter om geomorfologi inom olika delar av Skandinavien, markrörelser och periglacial geomorfologi i Lappland, arktiska Kanada och Svalbard, torrområden som Negev och Sinaiöknen, samt om bebyggelsen i inre Nordsverige. Han var medarbetare i A Geography of Norden och utarbetade geomorfologiska kartor. Bland annat påbörjade Rudberg en rikstäckande kartering av Subkambriska peneplanet.